# Šalamun
Šalamun je priimek več znanih Slovencev:
- Ana Šalamun (*1970), ilustratorka
- Andraž Šalamun (1947—2024), slikar in filozof
- Anton Šalamun (1866—1939), rimskokatoliški duhovnik in nabožni pisec
- Branko Šalamun (1914—2005), zdravnik pediater
- Dagmar Šalamun (Miša Šalamun, r. Gulič) (1913—2007), umetnostna zgodovinarka, bibliotekarka, bibliografka
- David Šalamun (1974—2015), pisatelj, publicist, prevajalec
- Franjo Šalamun (1883—1965), narodni delavec, sokol, lovec
- Igor Šalamun (*1965), tekač, trener...
- Katarina Šalamun-Biedrzycka (*1942), literarna zgodovinarka, publicistka in prevajalka
- Luka Šalamun (*1997), nogometaš
- Tomaž Šalamun (1941—2014), pesnik in prevajalec, akademik